# Schneelasten in Österreich

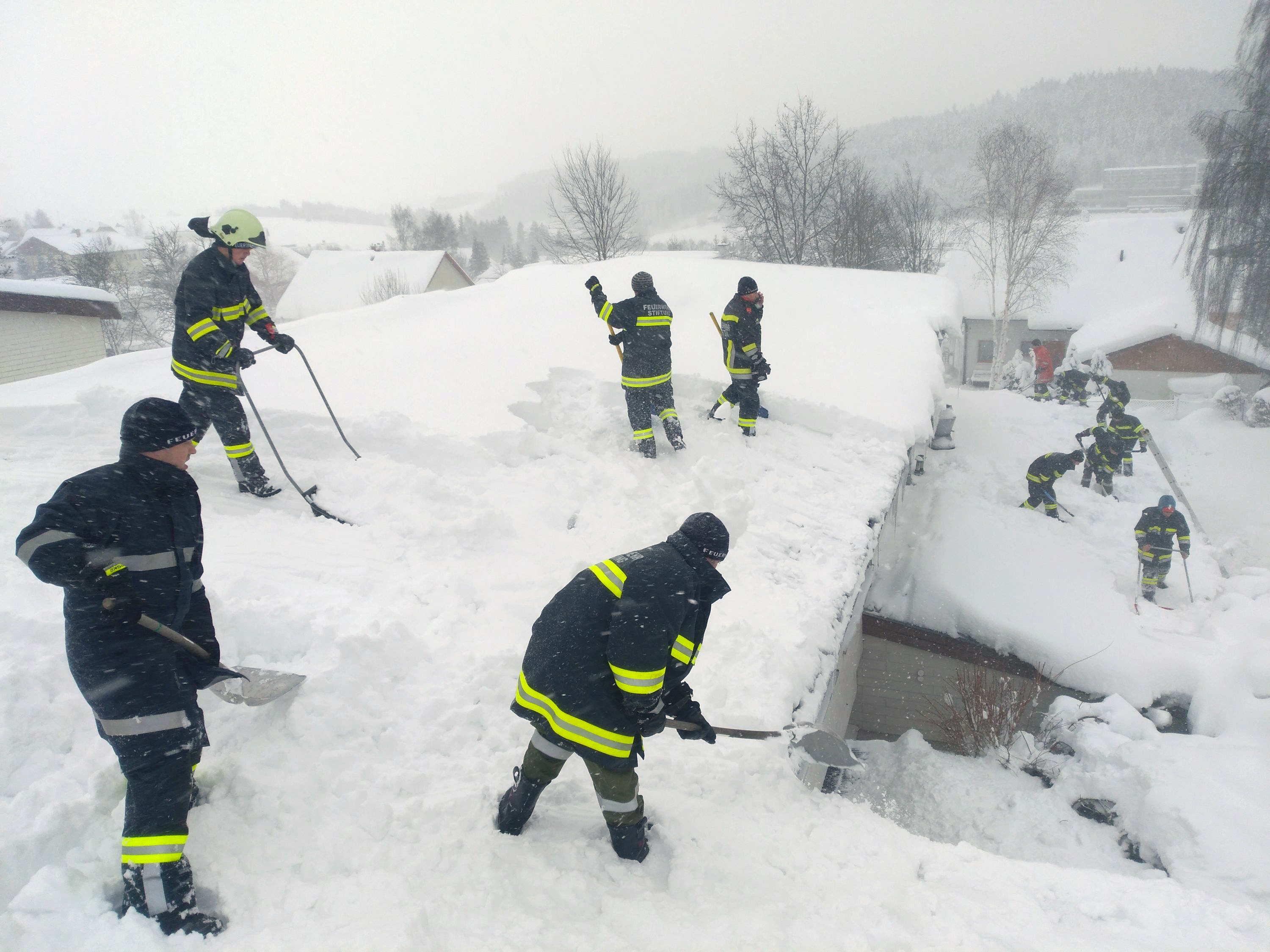
Angehörige der Feuerwehr räumen ein Dach vor Schnee.

Die Schneelasten in Österreich können nach der ÖNORM B 1991-1-3 bestimmt werden.

## Schneelasten seit 2022
In der ÖNORM B 1991-1-3, die am 15. Mai 2022 veröffentlicht wurde, erhielt Österreich eine detaillierte Schneelastkarte, welche über hora.gv.at zugänglich ist. Darin ist für ein Raster von 50 m × 50 m für jeden Ort in Österreich die Schneelast berechnet. Die Berechnung beruht auf Messungen der 900 im Land verteilten Messstationen. Gültig sind die Schneelasten bis zu einer Seehöhe von 2000 m. Mit der neuen Norm wurden häufig die Schneelasten gegenüber der alten Norm reduziert.

## Schneelasten in der Norm von 2006 und 2018
Gemäß ÖN B 1991-1-3 (von 2018 und 2006) ist folgende charakteristische Schneelast als Formel definiert worden:
{\displaystyle s_{k}=\left(0{,}642\times Z+0{,}009\right)\left[1+\left({\frac {A}{728}}\right)^{2}\right]}
Dabei wird der Parameter {\displaystyle Z} aus einer Karte definiert und hat folgende Zonen mit folgenden Werten für {\displaystyle Z}:
| Lastzone | Z   |
| -------- | --- |
| 2*       | 1,6 |
| 2        | 2   |
| 3        | 3   |
| 4        | 4,5 |

## Schneelast in der Norm von 1983
In der ÖNORM B 4013 aus dem Jahr 1983 wurden Schneelasten nach folgender Formel berechnet:
{\displaystyle s_{0}=a_{0}+a_{1}*h+a_{2}*h^{2}}
dabei ist {\displaystyle h} die Seehöhe des Gebäudestandorts in km und {\displaystyle a_{0}}, {\displaystyle a_{1}} und {\displaystyle a_{2}} werden definiert über eine Lastzonenkarte. Diese Konstanten haben folgende Werte:
| Koeffizient           | Lastzonen | Lastzonen | Lastzonen | Lastzonen |
| Koeffizient           | A         | B         | C         | D         |
| --------------------- | --------- | --------- | --------- | --------- |
| {\displaystyle a_{0}} | 0,71      | 1.75      | 2,27      | 1,25      |
| {\displaystyle a_{1}} | −0,30     | −1,85     | −2,26     | −2,20     |
| {\displaystyle a_{2}} | 2,58      | 3,75      | 4,92      | 3,04      |

## Schneelast in der Norm von 1955
Für die Norm von 1955 wurde eine Schneelastkarte ermittelt. Die Schneelast {\displaystyle s_{0}} wurde in kg/m2 gegeben.